# Ma'ale Gilboa
Ma'ale Gilboa (hebrejsky מַעֲלֵה גִּלְבּוֹעַ, doslova „Úbočí [hory] Gilboa“, anglicky Ma'ale Gilboa) je vesnice typu kibuc v Izraeli, v Severním distriktu, v Oblastní radě Emek ha-Ma'ajanot.

## Geografie
Leží v pohoří Gilboa nad Bejtše'anským údolím v nadmořské výšce 389 metrů. Stojí nedaleko vrcholu hory Micpe Gilboa. K východu odtud stékají vádí Nachal Cvija a Nachal Jicpor. Další převážně zalesněné kopce sousedí s obcí na jižní straně (Har Avinadav) nebo na straně severní (Har Jicpor).
Vesnice je situována cca 30 kilometrů jihojihozápadně od Galilejského jezera, 13 kilometrů západně od Jordánu, cca 8 kilometrů jihozápadně od města Bejt Še'an, cca 75 kilometrů severovýchodně od centra Tel Avivu a cca 55 kilometrů jihovýchodně od centra Haify. Ma'ale Gilboa obývají Židé, přičemž osídlení v tomto regionu je ryze židovské. Vesnice ovšem leží necelý kilometr od Zelené linie, která odděluje Izrael od okupovaného Západního břehu Jordánu s demografickou převahou palestinských Arabů. Od Západního břehu Jordánu byla ale vesnice počátkem 21. století oddělena izraelskou bezpečnostní bariérou.
Ma'ale Gilboa je na dopravní síť napojen pomocí lokální silnice číslo 667, která vede po hřebenu horského pásma Gilboa.

## Dějiny
Ma'ale Gilboa byl založen v roce 1962. Původně šlo o polovojenskou osadu typu Nachal, která zde vznikla v listopadu 1962. Jejími prvními obyvateli byla skupina aktivistů z hnutí Bnej Akiva. Šlo o první sídlo zřízené na horském hřbetu Gilboa, těsně při hranicích s tehdejším Jordánským královstvím. Ryze civilním kibucem se Ma'ale Gilboa stal v roce 1968.
Kibuc se dlouhodobě potýkal s ekonomickými potížemi. V polovině 90. let 20. století bylo rozhodnuto o jeho privatizaci, po které jsou členové kibucu odměňováni individuálně, podle odvedené práce. V roce 2003 začala výstavba nové obytné čtvrti Nofim be-Gilboa (נופים בגלבוע), která již je organizována jako ryze privátní rezidenční okrsek, bez kolektivního hospodaření. Plánuje se tu zbudování 200 bytových jednotek. Zhruba polovina populace v současnosti náleží do původního kibucu.
Ekonomika obce je založena zčásti na zemědělství (organická kuřecí farma, živočišná výroba). V kibucu funguje ješiva se 120 žáky, která kombinuje náboženskou výuku s vojenským přípravným kurzem. V obci jsou k dispozici zařízení předškolní péče o děti. Základní škola je v kibucu Sde Elijahu. V obci je zdravotní středisko, sportovní areály, obchod, synagoga, mikve, knihovna a společná jídelna.

## Demografie
Obyvatelstvo kibucu Ma'ale Gilboa je nábožensky orientované. Podle údajů z roku 2014 tvořili naprostou většinu obyvatel v Ma'ale Gilboa Židé (včetně statistické kategorie „ostatní“, která zahrnuje nearabské obyvatele židovského původu ale bez formální příslušnosti k židovskému náboženství).
Jde o menší sídlo vesnického typu s rostoucí populací. K 31. prosinci 2014 zde žilo 618 lidí. Během roku 2014 populace stoupla o 4,4 %.
| Rok            | 1972 | 1983 | 1995 | 2001 | 2003 | 2004 | 2005 | 2006 | 2007 | 2008 | 2009 | 2010 | 2011 | 2012 | 2013 | 2014 |
| -------------- | ---- | ---- | ---- | ---- | ---- | ---- | ---- | ---- | ---- | ---- | ---- | ---- | ---- | ---- | ---- | ---- |
| Počet obyvatel | 53   | 206  | 248  | 232  | 239  | 256  | 287  | 310  | 325  | 347  | 468  | 514  | 515  | 551  | 592  | 618  |